# Jadwiga Waniakowa
Jadwiga Zofia Waniakowa (ur. 11 lipca 1964 w Stalowej Woli) – polska językoznawczyni, slawistka, profesor tytularny nauk humanistycznych (2013).

## Życiorys
Absolwentka Uniwersytetu Jagiellońskiego. Doktorat w 1997 na UJ na podstawie pracy Nazwy dni tygodnia w językach indoeuropejskich (promotor: Wojciech Smoczyński). Habilitacja w 2003 w PAN; monografia Polska naukowa terminologia astronomiczna. Dyrektor Instytutu Językoznawstwa (od 2013) na Wydziale Filologicznym Uniwersytetu Jagiellońskiego i wicedyrektor Instytutu Języka Polskiego PAN w latach 2012–2016, wiceprzewodnicząca Komitetu Językoznawstwa PAN w kadencji 2015–2019 i członkini Komitetu Słowianoznawstwa w kadencji 2015–2019, członkini Komitetu Językoznawstwa PAN w kadencji 2020-2023, redaktor naczelna czasopisma Polonica (2014–2016), członkini komitetu redakcyjnego czasopisma Język Polski (od 2014), przewodnicząca polskiego komitetu Atlasu Linguarum Europae (ALE) (od 2008) i polskiej komisji Ogólnosłowiańskiego atlasu językowego (OLA) (od 2005), członkini Międzynarodowej Komisji Etymologicznej (od 2013) i Międzynarodowej Komisji Ogólnosłowiańskiego Atlasu Językowego (od 2005) przy Międzynarodowym Komitecie Slawistów, członkini Rady Doskonałości Naukowej w Zespole I Nauk Humanistycznych (w dyscyplinie językoznawstwo) w kadencji 2024–2027. Obecnie jest dyrektorką Instytutu Językoznawstwa, Przekładoznawstwa i Hungarystyki Uniwersytetu Jagiellońskiego oraz przewodniczącą Rady Dyscypliny Językoznawstwo na Uniwersytecie Jagiellońskim.  

## Publikacje
Zajmuje się słowiańskim językoznawstwem diachronicznym, etymologią, kontaktami językowymi i geolingwistyką. Autorka ponad 180 publikacji naukowych. 
Opublikowała m.in. następujące monografie: 
- Nazwy dni tygodnia w językach indoeuropejskich (1998)[14],
- Polska naukowa terminologia astronomiczna (2003)[15],
- Polskie gwarowe nazwy dziko rosnących roślin zielnych na tle słowiańskim. Zagadnienia ogólne (2012)[16].

Jest współredaktorką i współautorką 9 tomu Ogólnosłowiańskiego atlasu językowego (OLA) pt. Человек (2009). Współpracowała też przy Wyrazy francuskiego pochodzenia we współczesnym języku polskim (2012). Należy do komitetu redakcyjnego Wielkiego słownika języka polskiego.

## Odznaczenia i nagrody
W roku 2014 uhonorowana Nagrodą im. Kazimierza Nitscha w dziedzinie językoznawstwa za książkę Polskie gwarowe nazwy dziko rosnących roślin zielnych na tle słowiańskim
W roku 2015 otrzymała Złoty Krzyż Zasługi za działalność naukową.